# Deutsches Phonomuseum
Das Deutsche Phonomuseum ist ein Museum in Baden-Württemberg in der Stadt St. Georgen im Schwarzwald. 
Das Museum zeigt die Geschichte der Phonoindustrie, angefangen beim Phonographen bis hin zur modernen CD. Im Museum sind neben alten Schallplattenspielern, die von den ehemaligen ansässigen Unternehmen Dual und PE hergestellt worden waren, Grammophone ausgestellt, welche die Vorgänger der Schallplattenspieler waren. Des Weiteren werden auch Kuriositäten der Phonoindustrie wie die Tonaufzeichnung auf Draht und Folienband-Kassette gezeigt. Ebenfalls ausgestellt werden Musik- und Fernsehtruhen aus den 1930er- bis 1960er-Jahren und Geräte der neueren Vergangenheit wie tragbare Kassettenspieler, Walkmen und Geräte zur Videoaufzeichnung wie VHS- und Betamax-Recorder sowie professionelle Geräte von Rundfunk und Fernsehen.
Im Obergeschoss befinden sich noch zwei Abteilungen mit Exponaten zur Uhrenindustrie St. Georgens und der Zulieferindustrie.
Das Museum wurde am 15. Juli 2011 neu eröffnet und befindet sich nun im ehemaligen Kaufhaus „Brigau“. Das Museum ist von Dienstag bis Sonntag geöffnet. Für Gruppenführungen können Termine vereinbart werden. 
Siehe auch: Liste der Museen in Baden-Württemberg